# Miguel Prince
Miguel Augusto Prince (Ocaña, 30 juli 1957) is een voormalig profvoetballer uit Colombia. Hij speelde als verdediger gedurende zijn carrière, en kwam uit voor onder meer América de Cali en Millonarios. Hij stapte later het trainersvak in.

## Interlandcarrière
Prince, bijgenaamd Nano, speelde in totaal negentien officiële A-interlands voor Colombia, en scoorde zes keer voor zijn vaderland. Onder leiding van bondscoach Blagoje Vidinić maakte hij zijn debuut op 29 juni 1979 in de oefenwedstrijd tegen Spanje (1-1) in Bogota.
| Interlands van Miguel Prince voor Colombia | Interlands van Miguel Prince voor Colombia | Interlands van Miguel Prince voor Colombia | Interlands van Miguel Prince voor Colombia | Interlands van Miguel Prince voor Colombia | Interlands van Miguel Prince voor Colombia |
| №                                          | Datum                                      | Wedstrijd                                  | Uitslag                                    | Competitie                                 | Goals                                      |
| Als speler van Atlético Bucaramanga        | Als speler van Atlético Bucaramanga        | Als speler van Atlético Bucaramanga        | Als speler van Atlético Bucaramanga        | Als speler van Atlético Bucaramanga        | Als speler van Atlético Bucaramanga        |
| ------------------------------------------ | ------------------------------------------ | ------------------------------------------ | ------------------------------------------ | ------------------------------------------ | ------------------------------------------ |
| 1                                          | 29 juni 1979                               | Colombia – Spanje                          | 1 – 1                                      | Oefeninterland                             |                                            |
| Als speler van Millonarios                 |                                            |                                            |                                            |                                            |                                            |
| 2                                          | 13 september 1981                          | Colombia – Uruguay                         | 1 – 1                                      | WK-kwalificatie                            |                                            |
| 3                                          | 28 augustus 1983                           | Colombia – Peru                            | 2 – 2                                      | Copa América                               | 46'                                        |
| 4                                          | 31 augustus 1983                           | Colombia – Bolivia                         | 2 – 2                                      | Copa América                               |                                            |
| 5                                          | 26 juli 1984                               | Colombia – Peru                            | 1 – 1                                      | Oefeninterland                             | 18' (pen.)                                 |
| 6                                          | 9 augustus 1984                            | Peru – Colombia                            | 0 – 0                                      | Oefeninterland                             |                                            |
| 7                                          | 24 augustus 1984                           | Colombia – Argentinië                      | 1 – 0                                      | Oefeninterland                             | 56' (pen.)                                 |
| 8                                          | 9 oktober 1984                             | Mexico – Colombia                          | 1 – 0                                      | Oefeninterland                             |                                            |
| 9                                          | 11 oktober 1984                            | Verenigde Staten – Colombia                | 1 – 0                                      | Oefeninterland                             |                                            |
| 10                                         | 17 april 1985                              | Colombia – Paraguay                        | 2 – 0                                      | Oefeninterland                             |                                            |
| 11                                         | 25 april 1985                              | Brazilië – Colombia                        | 2 – 1                                      | Oefeninterland                             | 90' (pen.)                                 |
| 12                                         | 15 mei 1985                                | Colombia – Brazilië                        | 1 – 0                                      | Oefeninterland                             |                                            |
| 13                                         | 26 mei 1985                                | Colombia – Peru                            | 1 – 0                                      | WK-kwalificatie                            | 27'                                        |
| 14                                         | 2 juni 1985                                | Colombia – Argentinië                      | 1 – 3                                      | WK-kwalificatie                            | 61'                                        |
| 15                                         | 9 juni 1985                                | Peru – Colombia                            | 0 – 0                                      | WK-kwalificatie                            |                                            |
| 16                                         | 16 juni 1985                               | Argentinië – Colombia                      | 1 – 0                                      | WK-kwalificatie                            |                                            |
| 17                                         | 23 juni 1985                               | Venezuela – Colombia                       | 2 – 2                                      | WK-kwalificatie                            |                                            |
| 18                                         | 27 oktober 1985                            | Paraguay – Colombia                        | 3 – 0                                      | WK-kwalificatie                            |                                            |
| 19                                         | 3 november 1985                            | Colombia – Paraguay                        | 2 – 1                                      | WK-kwalificatie                            |                                            |

## Erelijst
Millonarios
- Copa Mustang

1987, 1988
 América de Cali
- Copa Mustang

1990